# Реквием по Гранаде
«Реквием по Гранаде» (исп. Requiem por Granada) — исторический телевизионный сериал, снятый режиссёром Висенте Эскрива в 1991 году.
Телевизионный фильм (сериал) состоит из 8 серий. Длительность каждой серии 52 минуты.

## Синопсис
Фильм воссоздан на основе исторических событий и документов, а также культурной памяти той эпохи. Картина повествует о славной и печальной истории Гранады — последнего оплота Ислама и арабской культуры на 
Пиренейском полуострове. События картины относятся ко второй половине XV века. В Гранаде, на фоне войны с католическими королевствами Арагоном и Кастилией, происходит межклановая политическая борьба за власть и дворцовые интриги. Раздираемый внутренними противоречиями, Гранадский эмират в конечном итоге терпит поражение. С падением Гранады окончилась почти восьмисотлетняя борьба с маврами, известная в истории как Реконкиста.
В сериале рассказывается история падения Гранады с точки зрения обычных испанцев и мусульман, а не испанских историков.

## В ролях
- Олег Федоров — султан эль-Загал
- Мануэль Бандера — гранадский эмир Боабдиль
- Делия Боккардо — Фатима
- Педро Диас дель Корраль — Фердинанд II Арагонский
- Марита Маршалл — Изабелла I Касти́льская
- Хорст Буххольц — король Мулей Хасан
- Джоя Скола — Исабель де Солис
- Эсперанса Кампусано — Морена
- Хавьер Лойола — Али Атар
- Хавьер Эскрива — Исмаил
- Лукас Мартин — молодой Боабдиль
- Херман Кобос — Абул Казим
- Хесус Гарридо — Сиди Айая
- Франсиско Альгора — Труджиман
- Даниель Мартин — Фернандариас
- Алито Роджерс — слуга Али
- Габриэль Латорре — учитель
- Хуанхо Пучкорбе — Христофор Колумб

## В эпизодах
Анхель Плана, Эдуардо Макгрегор, Иньяки Айерра, Фелиппе Гарсия Велес, Хулио Гавиланес, Фернандо Марин, Тереса дель Ольмо, Карлос Альварес-Новоа, Луис Марин, Хуан Хесус Вальверде, Луис Анхель Приего, Хесус Алькайде.

## Съемочная группа
- режиссёр: Висенте Эскрива.
- сценаристы: Висенте Эскрива, Маноло Мати.
- продюсер: Хулио Семпере.
- композитор: Антон Гарсия Абриль.
- оператор: Хосе Гарсия Галистео.
- монтажёр: Хосе Мария Бьюррун.
- дизайнер по костюмам: Мария Эухения Эскрива, Алисия Соуто.
- гримеры: Лунхель Луис де Диего, Ампаро Матеос.
- менеджер производства: Хулио Семпере, Даниэль Вега
- ассистенты режиссёра: Иньяки Акарреги, Карлос Хиль, Хосе Луис Лопес Васкес, Давид Мартинес, Иньяки Мерсеро.
- художники: Оскар Ромеро, Вольфганг Бурман, Хосе М. Серрано.
- специалист по спецэффектам: Карло де Маркес.
- каскадеры: Гонсало Эрнандес, Хосе Луис Чиншилла.
- ассистенты оператора: Мануэль Веласко, Рамон Муньос Браво, Эдмундо Санс, Хосе Луис Торресилья, Роберто Трухильо.
- прочие специалисты:  Корнелия фон Браун, Эмилио Ардуро, Хасан Тагриги, Алисия Сото, Алехандро Мартин, Кармен Мюллер, Сесар Ромеро, Ракель Семпере.

## Производство
Фильм снят на студии «Aspa Producciones Cinematografikas» при содействии компаний:
- Aspa Films,
- Midega Films,
- Television Española
- Radiotelevisione Italiana.
- Taurus Film

## Съёмки фильма
Съёмки фильма проводились в Андалусии (юг Испании) в районе горного массива Сьерра-Невада.
Места съемок включали также уникальные исторические объекты — сохранившиеся дворцовые комплексы средневековой мусульманской архитектуры, такие как Альгамбра (г. Гранада), Мескита (большая мечеть) (г. Кордова), Севильский Алькасар (г. Севилья).
В фильме присутствует богатый восточный колорит (костюмы,  мебель, дизайн, музыка, узоры,  и др.).

## Распространение
Официальными дистрибьютерами по прокату фильма являются:
- Divisa Home Video (2002, Испания, DVD)
- Pidax Film (2019, Германия, DVD)
- Television Española (1990, Испания, TV)